# Pilot Pen Tennis 2001
Il Pilot Pen Tennis 2001  è stato un torneo di tennis giocato sul cemento. È stata la 33ª edizione del Pilot Pen Tennis, che fa parte della categoria Tier II nell'ambito dell'WTA Tour 2001. Il torneo si è giocato a New Haven negli USA, dal 20 al 26 agosto 2001.

## Campioni

### Singolare femminile
Venus Williams ha battuto in finale  Lindsay Davenport con il punteggio di 7–6(6), 6–4

### Doppio femminile
Cara Black /  Elena Lichovceva hanno battuto in finale  Jelena Dokić /  Nadia Petrova con il punteggio di 6–0, 3–6, 6–2